# Гришаев, Василий Фёдорович
Василий Фёдорович Гришаев (27 ноября 1926, Верх-Бобровка, Алтайская губерния, Российская империя — 16 ноября 2007, Барнаул, Алтайский край, Россия) — барнаульский, алтайский, советский и российский писатель, краевед, прозаик и общественный деятель. Автор книг и статей по краеведению, неизвестных страницах истории Алтая, в т.ч. гражданской войне 1920х гг. и ее участниках, о репрессиях 1930х гг. и их жертвах, в частности репрессированных педагогах Барнаула . Есть дочь от первого брака - Вашурина Вера Васильевна

## Жизнеописание
Родился в селе Верх-Бобровка (ныне — Косихинского района Алтайского края) в крестьянской семье. Окончил среднюю школу в 1944 году, в мае 1945 года — ускоренный курс Смоленского артиллерийского училища. Участвовал в войне с Японией. Окончил Высшие артиллерийские академические курсы в Ленинграде; служил на Дальнем Востоке, в ГДР, Омске, Бийске. В 1973 году вышел в отставку в звании подполковника с должности заместителя начальника ракетных войск и артиллерии дивизии.
В 1975 году работал ответственным секретарём Бийского городского отделения Всероссийского общества охраны памятников, истории и культуры, в 1975—1976 — научным сотрудником в Бийском краеведческом музее имени В. В. Бианки.
С 1976 года жил в Барнауле; в 1976—1983 годах работал старшим археографом в Государственном архиве Алтайского края.
Член ассоциации алтайских краеведов (с 1989), Союза писателей России (с 1993).

## Творчество
Первые краеведческие работы выполнял под руководством писателя П. А. Бородкина. В числе его работ — сочинения о В. М. Шукшине, В. К. Штильке, И. И. Ползунове; о крестьянских бунтах 1920-х годов, о репрессированных барнаульцах. Статьи и очерки публиковал в газетах, журналах «Сибирские огни», «Знаменосец», «Алтай», в сборниках издательств Новосибирска, Москвы, Ленинграда, Барнаула.
Автор более 200 статей и рассказов.

### Избранные сочинения
- Прописаны навечно: (о людях, именами которых названы улицы Бийска) / худож. Н. Смирнов. — Барнаул: Алт. кн. изд-во, 1976. — 88 с.: портр.
- Чоновцы Алтая / [Гос. архив Алт. края, Алт. краев. отд-ние ВООПИК, Алт. краев. краевед. музей; авт. текста В. Гришаев]. — Барнаул, 1979. — 24 с.: портр.
- Иван Иванович Ползунов (1729—1766) / Барнаульск. гор. отд-ние ВООПИК, Арх. отд. крайисполкома, Алт. краев. музей; авт. текста В. Гришаев; худож. А. Курдюмов. — Барнаул, 1980. — 3 л. в обл.: ил.
- Тропою памяти: записки краеведа / худож. А. Кальмуцкий; фото А. Познякова, С. Пирогова. — Барнаул: Алт. кн. изд-во, 1987. — 272 с.: ил.

Записки содержат малоизвестные материалы о Ф. М. Достоевском, В. Я. Шишкове, В. В. Бианки, В. М. Шукшине и др.
- Наша Мария: для детей мл. шк. возраста / худож. В. Туманов. — Барнаул: Алт. кн. изд-во, 1988. — 14 с.: цв. ил.

О барнаульской подпольщице Э. А. Алексеевой.
- Сыны Алтая и Отечества. Ч. 3: Ефим Мамонтов / худож. И. Мамонтов, фото С. Пирогова. — Барнаул: Алт. кн. изд-во, 1989. — 200 с.: ил., портр.
- Повесть о берг-механикусе Ползунове, жизнь положившем на то, дабы сложением огненной машины водяное руководство пресечь и, облегчая труд по нас грядущим, славы Отечеству достигнуть: повесть / худож. В. Бровкин. — Барнаул: Изд-во «Анна Поом и К», 1993. — 48 с.: ил.

Шукшин. Сростки. Пикет / худож. И. Мамонтов. — Барнаул: Алт. кн. изд-во, 1994. — 152 с.: ил.
- В тыловом городе / [предисл. В. А. Возчикова; худож. В. М. Хвостенко]. — Бийск: НИЦ БиГПИ, 1995. — 72 с.: портр. — (50-летию народного подвига. 1941—1945).
- Реабилитированы посмертно: (к истории сталинских репрессий на Алтае). — Барнаул: изд-во АГУ, 1995. — 239 с.: фото.
- Алтайские горные инженеры / Администрация Алт. края, Ком. по образованию, Упр. арх. дела, Центр хранения арх. фонда Алт. края. — Барнаул: День, 1999. — 255 с.: ил.
- Барнаульский печальник: докум повесть о В. К. Штильке / Ком. администрации Алт. края по образованию и др. — Барнаул: изд-во БГПУ, 1999. — 147 с.: ил.
- Дважды убитые: (к истории сталинских репрессий в Бийске). — Барнаул: Изд-во АГУ, 1999. — 279 с.: ил.

Василий Константинович Штильке = WASSILI STILKE (1850—1908) / авт. текста В. Ф. Гришаев; ред.-сост. В. С. Олейник, отв. ред В. Н. Эльзессер. — [Барнаул], 2000. — [6] с.: ил.
- «За чистую советскую власть…»: к истории крестьянских мятежей на Алтае, вызванных продразверсткой, раскулачиванием, насильственной коллективизацией. -Барнаул: Изд-во АГУ, 2001. — 185 с.: ил.
- Избранное / вступ. ст. М. Юдалевича. — Барнаул: ОАО «Алт. полигр. комбинат», 2001. — 416 с. — (Библиотека «Писатели Алтая»; т. 10). — Содерж.: Барнаульский печальник: док. повесть о В. К. Штильке; Шукшин. Сростки. Пикет; «Именно в Барнаул…»: Ф. М. Достоевский на Алтае; «Я люблю Алтай крепко…»: [о В. Я. Шишкове]; Неизвестный Бианки; «Театральный дом» в Барнауле; Барнаульский городской голова [А. А. Черкасов]; «Среди всеобщей разрухи русской жизни…»: [О лит.-худож. журн. «Сибирский рассвет» и Алт. писат. орг. «Агулипрок»]; «Я сын своей страны…»: [о литераторе, преподавателе П. А. Казанском]; Анна Караваева в Барнауле; «Провинциальный литератор» [М. О. Курский]; Судьба художника [А. П. Маркова]; «Польска организация войскова»; Отец и сын: [Д. И. и М. Д. Зверевы]; Страницы жизни актера Гарденина; Артель «Краевед»; Краевед Николай Савельев; «Хранитель алтайской старины» [П. А. Бородкин].
- Бийчане рассказывают… — Барнаул: Изд-во АГУ, 2003. — 147 с.: портр.
- Очерки о бийчанах в годы Великой Отечественной войны.
- Невинно убиенные: к истории сталинских репрессий правосл. духовенства на Алтае. — Барнаул, 2004. — 240 с., [4] л. ил.

Савельев, Н. Я. Сыны Алтая и Отечества / сост., авт. вступ. статьи, примеч., словаря В. Ф. Гришаев. — Барнаул: Алт. кн. изд-во, 1985. — Ч. 1. — 376 с.
- Савельев, Н. Я. Сыны Алтая и Отечества. Ч. 2: Механикус Иван Ползунов / сост., авт. вступ. статьи, примеч., прилож. В. Ф. Гришаев. — Барнаул: Алт. кн. изд-во, 1988. — 336 с.: ил.
- Основные даты жизни и деятельности И. И. Ползунова / сост. В. Ф. Гришаев // Ползуновские чтения 1989 года. — Барнаул, 1989. — С. 3-5.

Барнаул: летопись города. Ч. 1. Летопись города — столицы Колывано-Воскресенских императорских золото-серебряных рудников и заводов от первых упоминаний местоположения Барнаула и до наших дней. 1701—1919 / [В. Ф. Гришаев и др.]. — Барнаул: ГИПП «Алтай», 1995. — 233 с.: ил. — Библиогр.: с. 196—222.
- Много потрудившийся на ниве народной: из фонда писателя и зоолога Максима Дмитриевича Зверева / [материалы подгот. Я. Е. Кривоносов при участии В. Ф. Гришаева, В. С. Серебряного] // Судьбы: воспоминания, дневники, письма, стихи, путевые заметки, протоколы допросов. — Барнаул, 1996. — C. 5-29: фото.
- Содружество: переписка акад. В. В. Данилевского и алт. краеведа Н. Я. Савельева: из фонда Н. Я. Савельева / [материалы подгот. Я. Е. Кривоносов при участии В. Ф. Гришаева, В. С. Серебряного] // Там же. — C. 51-85: портр.

Отблеск любви запоздалой: стихи А. С. Пиотровского: из фонда Н. Н. Яновского / [материалы подгот. Я. Е. Кривоносов при участии В. Ф. Гришаева, В. С. Серебряного] // Там же. — C. 155—169: портр.
- Барнаул. История культуры: пособие для учителя / женский центр «Надежда» при содействии администрации г. Барнаула; [редкол.: В. Ф. Гришаев и др.]. — Барнаул: РИА «АЛТАПРЕСС», 2000. — 183 с.: ил. — (В помощь школе).
- Жертвы политических репрессий в Алтайском крае: в 7 т. / Администрация Алт. края, Упр. архивного дела администрации Алт. края; редкол.: В. Ф. Гришаев и др. — Барнаул, 1998—2005.

## Награды и признание
- Орден Отечественной войны II степени[5]
- Медали, в том числе:
  - медаль преподобного Сергия Радонежского 2-й степени Русской православной церкви (2004) — за изучение истории репрессий в отношении мирян и священнослужителей в 1920—1930-е гг. на территории Алтайского края, публикации очерков, архивных материалов по этой теме[3][5]
  - медаль Петровской академии наук и искусств[4] — дважды:
    - 1999 — за большой вклад в развитие литературы Алтая,
    - 2002 — за книгу «Алтайские горные инженеры»[3]
- Сибирский казачий крест III степени (2000) и II степени (2006)[3]
- Краевая литературная премия им. В. М. Шукшина (1990) — за серию книг «Сыны Алтая и Отечества»[3]
- Премия альманаха «Алтай» и Алтайского книжного издательства (1991) — за документальный очерк «Январичи»[7]
- Премия Демидовского фонда Алтайского края:
  - 1993 — за биографический свод «Галерея горных деятелей Алтая»[2][3];
  - 2006 — за книгу «Жертвы политических репрессий»[4]
- Премия им. Шукшина (2000, Самарский литературный центр им. Шукшина)[4]
- Премия главы администрации г. Барнаула (2001) — за повесть «Барнаульский печальник»[8]
- Литературная премия имени Георгия Егорова (2005) — за цикл исследований об Алтайском крае и за книгу «Избранное»[6][9]